# Pelorosaurus

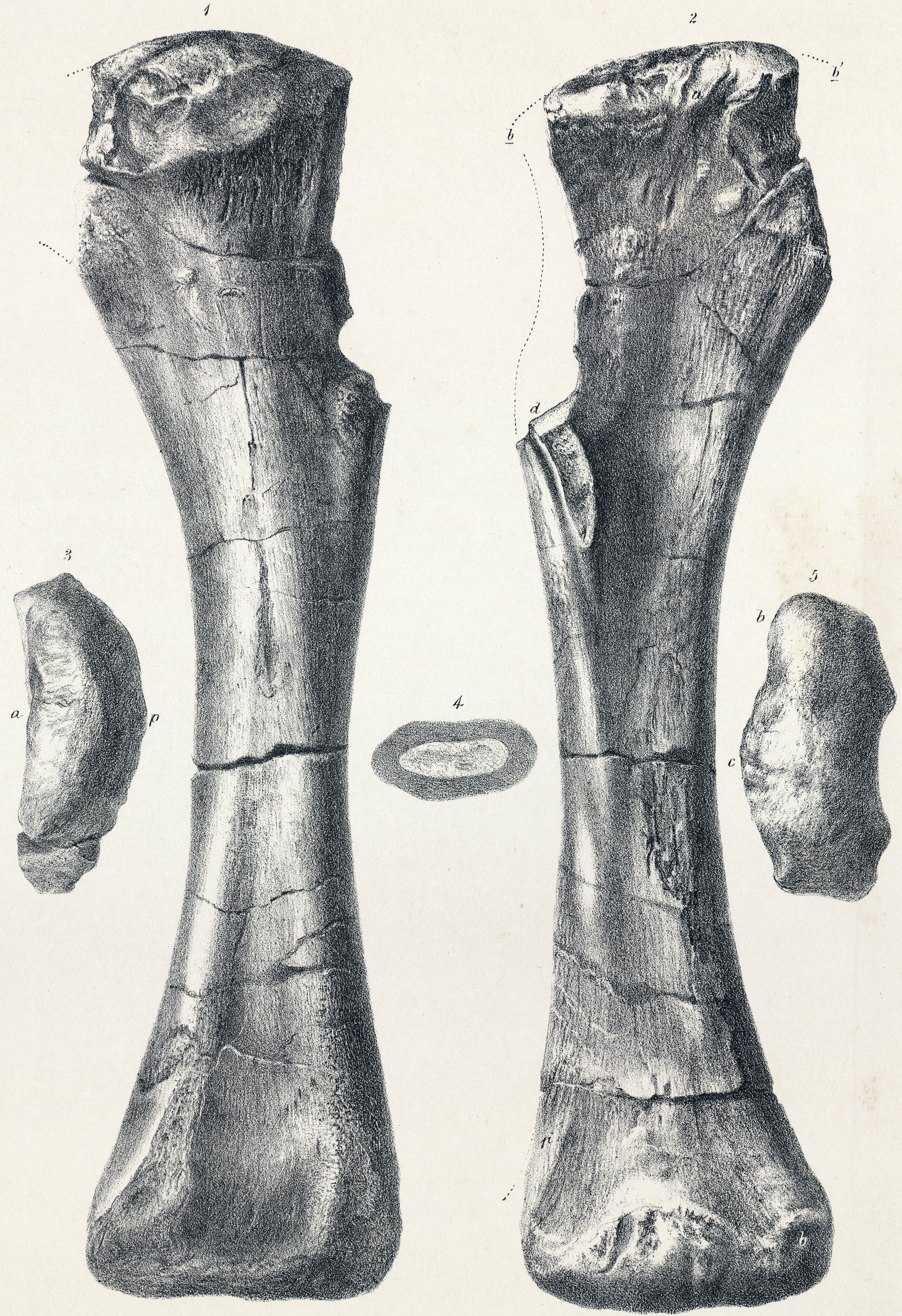
Het dijbeen BMNH 28626, het genoholotype van Pelorosaurus

Pelorosaurus is een geslacht van uitgestorven plantenetende sauropode dinosauriërs dat leefde in het gebied van het huidige Engeland.

## Vondst en naamgeving
In 1842 benoemde Richard Owen een Cetiosaurus brevis op basis van verschillende fossielen van dinosauriërs. Daarbij combineerde hij echter ongelijksoortig materiaal: zowel sauropode resten bestaande uit vier voorste staartwervels, BMNH R2544–2547, en drie chevrons, BMNH R2548–2550, die rond 1825 door John Kingdon bij Cuckfield gevonden waren in de Hastings Beds Group, als drie staart- en ruggenwervels van Iguanodontidae, twee gevonden bij Hastings (BMNH R2133, R2115) en één bij Sandow Bay op Wight, wellicht het huidige specimen BMNH R10390. Vergelijkend anatoom Alexander Melville ontdekte deze vergissing en in 1849 hernoemde hij de sauropode fossielen van Cetiosaurus brevis tot Cetiosaurus conybeari — indertijd nog gespeld als Cetiosaurus Conybeari. De soortaanduiding eert William Conybeare. Naar moderne maatstaven beging ook hij daarbij weer een fout: hij had het geheel van syntypen van C. brevis moeten splitsen, die naam aan een daarvan moeten toewijzen en aan de andere een andere naam toebedelen. Nu had hij in feite Owens foute naamgeving nog een keer overgedaan wat slechts een nomen vanum oplevert; C. conybeari was niet meer dan een objectief jonger synoniem van C. brevis.

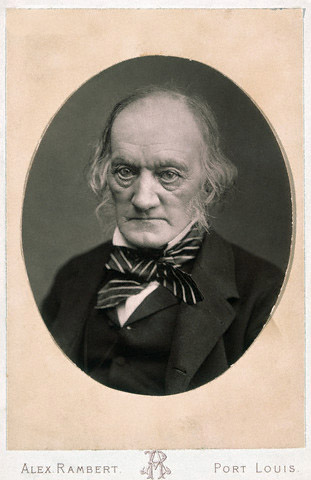
Owen probeerde te voorkomen dat zijn Cetiosaurus brevis een Pelorosaurus conybeari werd

In 1850 benoemde zijn vriend Gideon Mantell voor C. conybeari een apart geslacht: Pelorosaurus. De naam is afgeleid van het Klassiek Griekse πέλωρ, peloor, 'monster'. Mantell had het geslacht in november 1849 eerst nog Colossosaurus willen noemen, maar had daarvan afgezien toen hem bleek dat kolossos niet 'kolos', maar 'standbeeld' betekent; Colossosaurus Mantell 1849 vide Torrens 1997 is een nomen nudum. Mantell emendeerde de soortaanduiding tot conybearei, maar conybeari heeft prioriteit. Doordat Cetiosaurus conybeari een jonger synoniem van Cetiosaurus brevis is, geldt dat ook voor Pelorosaurus conybearei. Een nieuwe combinatie zou geldig zijn en inderdaad schiep Friedrich von Huene in 1927 een Pelorosaurus brevis, maar dat heeft geen directe navolging gevonden. Ruim een eeuw lang volgde men de interpretatie die Owen in 1853 van de situatie gaf.
Owen, een trots en na-ijverig man, had de poging van Melville en Mantell om 'zijn' Cetiosaurus brevis te 'onderdrukken' niet met een gelijkmatig gemoed opgenomen. In een publicatie uit 1853, Monograph on the fossil Reptilia of the Wealden and Purbeck formations, probeerde hij de zaak recht te zetten. Dat zou hij op eenvoudige wijze hebben kunnen doen door alsnog een nieuwe naam aan de iguanodontide wervels te geven en Cetiosaurus brevis voor de sauropode fossielen te bewaren. Daarvan zag hij echter af omdat het dan al te duidelijk zou worden dat alle problemen begonnen waren doordat hijzelf een fout gemaakt had. In plaats daarvan stelde hij het zo voor dat Melvilles hoofdmotief een bezwaar tegen de soortaanduiding brevis was, die 'de korte' betekent in het Latijn. Inderdaad had deze opgemerkt dat het hoe dan ook een ongelukkige aanduiding was omdat men uit de resten niet de lengte van het dier kon bepalen. In een lange uitweiding wees Owen er fijntjes op dat de naam, zoals iedereen die met de taxonomische naamgeving vertrouwd was ogenblikkelijk had begrepen, op de wervels zelf sloeg. Pas enkele bladzijden later bracht Owen de iguanodontide wervels ter sprake waarbij hij suggereerde dat zijn beschrijving uit 1842, vooral door de slechte illustraties, zo beperkt geweest was dat het slechts een nomen nudum, een onbeschreven naam, had opgeleverd. Nu zou hij de soort echt benoemen en voor Cetiosaurus brevis de sauropode resten als holotype aanwijzen.
Hiermee waren de iguanodontide wervels voorlopig uit het zicht verdwenen — hoewel hij in 1859 zijn fout zou herhalen door opnieuw twee iguanodontide wervels, BMNH R1010, R28635, aan C. brevis toe te wijzen. Owen had nu althans het resultaat van Mantells naamgeving kunnen aanvaarden en de nieuwe combinatie Pelorosaurus brevis scheppen. Ook dat was echter zijn eer te na. Hij deed het voorkomen alsof niet het materiaal van Cetiosaurus brevis het type van Pelorosaurus conybeari was, maar een ander fossiel dat Mantell aan Pelorosaurus had toegewezen: een opperarmbeen van een sauropode in juli 1847 door de molenaar Peter Fuller uit Malling Hill bij Tilgate gevonden in dezelfde groeve als, en op een paar meter afstand van, het C. conybeari-materiaal, BMNH 28626, afkomstig uit de Wealden-groep van het Onder-Krijt. Dit bot, voor acht Engelse pond door Mantell verworven, was de aanleiding geweest het geslacht te benoemen en kreeg in het beschrijvende artikel de meeste aandacht zodat het Owen niet moeilijk viel een foute voorstelling van zaken te geven. In het begin van de negentiende eeuw was het niet ongebruikelijk geweest dat een geslacht zonder soortaanduiding benoemd werd en in het begin van de tekst wees Mantell het dijbeen als genoholotype aan en liet de geslachtsnaam ernaar verwijzen. Verder in het geschrift wijst hij echter expliciet Pelerosauris conybeari als de typesoort aan met als typespecimen de sauropode wervels van Cetiosaurus brevis.
Ook op een tweede manier suggereerde Owen dat de naam Pelorosaurus conybeari niets met de wervels van C. brevis te doen had: hij wees erop dat in de verzameling van Mantell, zoals na diens dood door het British Museum aangekocht, negen staartwervels van een afwijkende vorm aanwezig waren met labels waarop Mantell de aanduiding Pelorosaurus had geschreven: de specimina BMNH R 28627, 28633, 26634, 28635, 28653, 28654, 28655, 28656 en 28557. Mantell zou volgens Owen dus eigenlijk min of meer bij vergissing een verband gelegd hebben met het C. brevis-materiaal. Hoewel men Owens interpretatie kan lezen als een formele toewijzing van deze wervels aan Pelorosaurus, is de mogelijkheid dat Mantell per abuis een verband legde met de foute reeks wervels op zich echter volstrekt irrelevant voor de vraag wat het typemateriaal van P. conybaeri is. Daarbij komt dat de negen wervels die van iguanodontiden zijn; Owen zelf zag op dat moment trouwens Pelorosaurus als een reusachtige op Iguanodon gelijkende vorm.

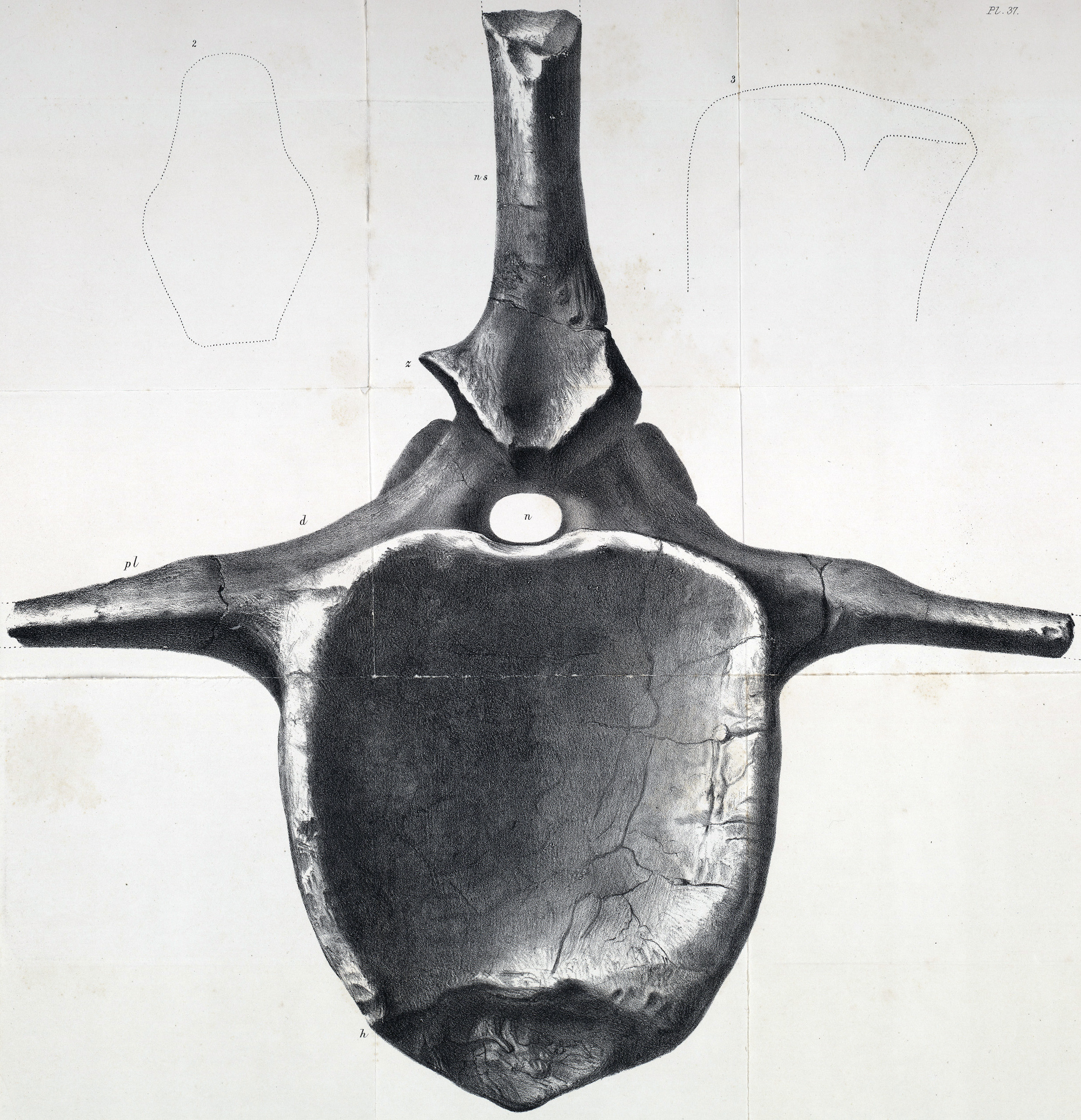
BMNH R 28633, een iguanodontide staartwervel, ten onrechte door Owen met Pelorosaurus in verband gebracht

De naam Pelorosaurus conybeari raakte door Owens voorstelling van zaken speciaal met het opperarmbeen verbonden en het werd vanzelfsprekend als het holotype vermeld, terwijl Cetiosaurus brevis als een geheel andere vorm gezien werd; de botten hebben vermoedelijk inderdaad niets met elkaar te maken. Daarbij werd wel gesteld dat C. brevis de typesoort van Cetiosaurus was, wat de combinatie Pelorosaurus brevis onmogelijk zou maken.

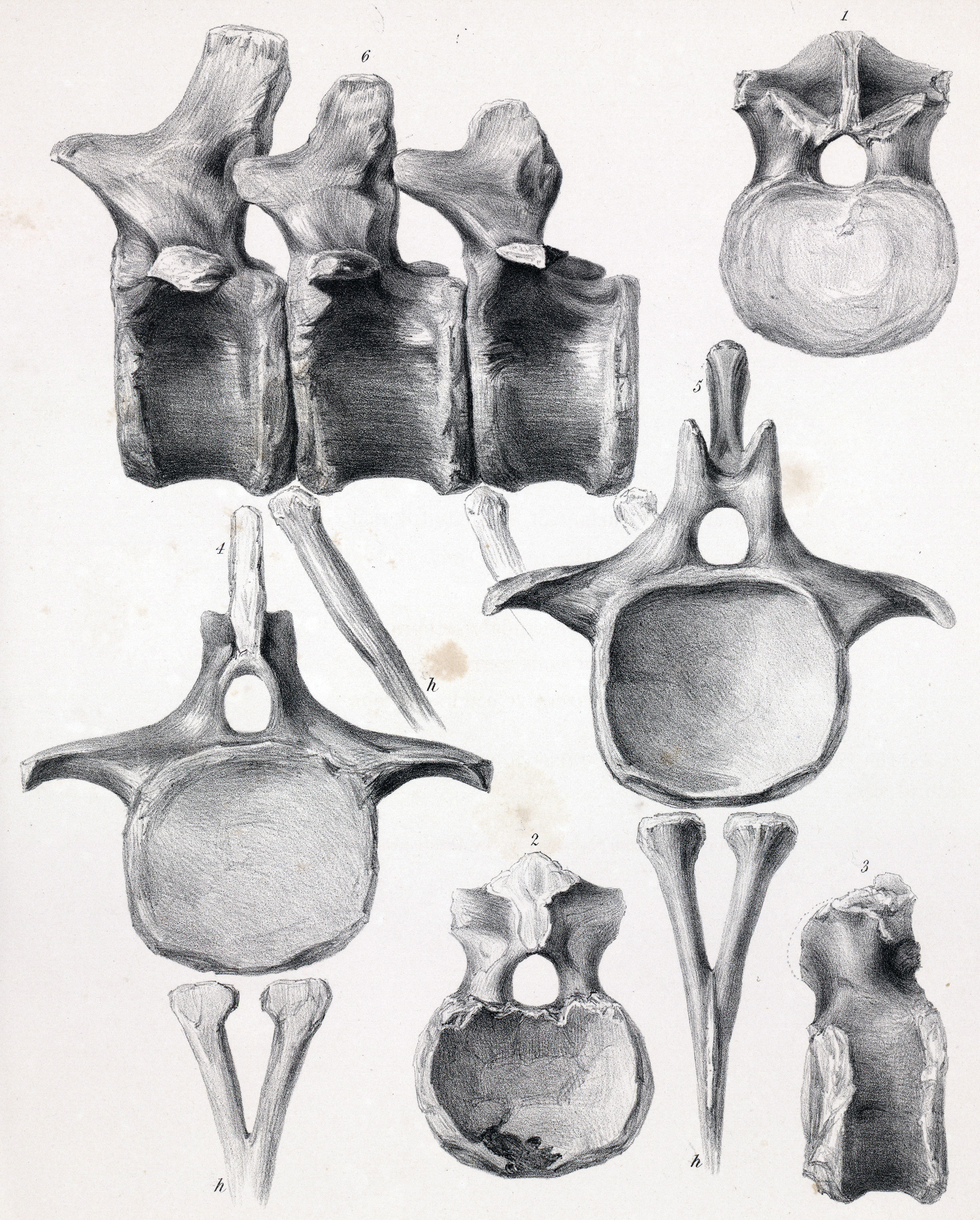
De voorste staartwervels die het typespecimen vormen van C. brevis

Pas na 1970 drong door publicaties van John Ostrom en Rodney Steel door op welke wijze Owen latere paleontologen misleid had en eerst na 2003 werd deze kennis door het werk van Paul Upchurch gemeengoed. Men begrijpt nu dat Pelorosaurus conybeari niet geldig als naam van de sauropode waartoe het opperarmbeen behoorde gebruikt kan worden. In 2007 is overwogen om in een petitie aan het ICZN waarin gevraagd werd voor Cetiosaurus de typesoort C. oxoniensis vast te stellen in plaats van C. medius — een consensus had zich gevormd dat dit de geldige typesoort was en niet C. brevis — meteen ook de naam Pelorosaurus conybeari te fixeren met het opperarmbeen als type, maar daarvan is in 2009 afgezien. Voorlopig is Pelorosaurus conybeari dus geen geldige naam; volgens sommige auteurs is Pelorosaurus op zich dat echter wel, met BMNH 28626 als genoholotype. Vanaf 2009 zijn sommige onderzoekers weer alsnog van een Pelorosaurus brevis gaan spreken in navolging van Von Huene in 1927.
Ondanks de dubieuze status van Pelorosaurus vanuit het standpunt van de nomenclatuur werd het in de biologie een tamelijk veelgebruikt begrip. De sauropode resten uit Engeland waren alle erg fragmentarisch. Men deed zijn best de fragmenten tot een heel dier te verbinden. Voor botten uit het Jura gebruikte men dan het begrip Cetiosaurus; die uit het Krijt werden met Pelorosaurus aangeduid. Dat verwees niet noodzakelijk naar Pelorosaurus conybearei want er werden nog verdere soorten in Pelorosaurus benoemd. In 1852 schiep Mantell een Pelorosaurus becklesii voor een opperarmbeen (BMNH R-1870), ellepijp en spaakbeen gevonden bij Hastings. De soortaanduiding eert Samuel Husband Beckles. Bij de vondst werden ook resten van zeshoekige huidafdrukken aangetroffen (BMNH R-1868). Naar moderne inzichten had deze soort niets met BMNH 28626 van doen en ging het vermoedelijk om een lid van de Titanosauria waarvoor nog een apart geslacht benoemd moest worden. Verwarrend genoeg werd de soort in 1889 door Othniel Charles Marsh toegewezen aan Morosaurus als een Morosaurus becklesii waarna Richard Lydekker in hetzelfde jaar er de combinatie Morosaurus brevis van maakte. In 2015 kreeg de soort het aparte geslacht Haestasaurus.

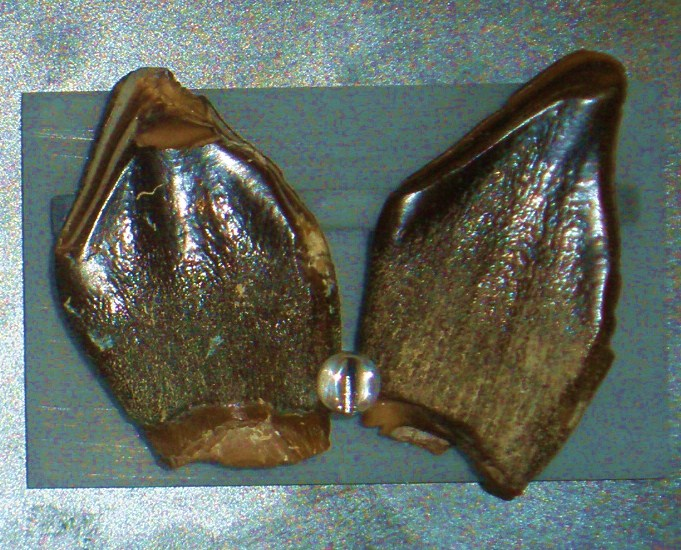
Tanden aan Pelorosaurus toegewezen

Aan een Pelorosaurus sp. zijn vijf specimina toegewezen, waaronder tanden, botfragmenten en een schoudergordel uit Frankrijk, maar ook twee vondsten uit Engeland met als opmerkelijkste vier gastrolieten, maagstenen, BMNH R2004 / BMNH R2565, in 1894 ontdekt in Buckinghamshire.
Behalve nieuwe soorten werden ook bestaande soorten van andere geslachten aan het geslacht Pelorosaurus toegewezen. Zo werd Ornithopsis hulkei, Seeley 1870 door Lydekker in 1889 hernoemd tot een Pelorosaurus hulkei. Oplosaurus armatus Gervais 1852 werd door Lydekker in 1889 hernoemd tot een Pelorosaurus armatus. Ornithopsis leedsi Hulke 1887 werd door Lydekker in 1890 hernoemd tot een Pelorosaurus leedsi. Cetiosaurus humerocristatus Hulke 1874 is door Henri-Émile Sauvage in 1897 hernoemd tot een Pelorosaurus humerocristatus. Iguanodon praecursor Sauvage 1876, nog later als Neosodon benoemd, werd in 1897 door toedoen van Sauvage zelf een Pelorosaurus praecursor. Dinodocus mackesoni Owen 1884 werd in 1970 door Rodney Steel hernoemd tot een Pelorosaurus mackesoni.
Ook hele geslachten werden in bepaalde revisies als jongere synoniemen van Pelorosaurus beschouwd. Dat overkwam Gigantosaurus, Oplosaurus, Ischyrosaurus, Morinosaurus en Onchosaurus.
Soms echter werd Pelorosaurus conybeari aan een ander geslacht toegewezen. In 1929 maakte von Huene er een Ornithopsis conybeari van.

## Beschrijving

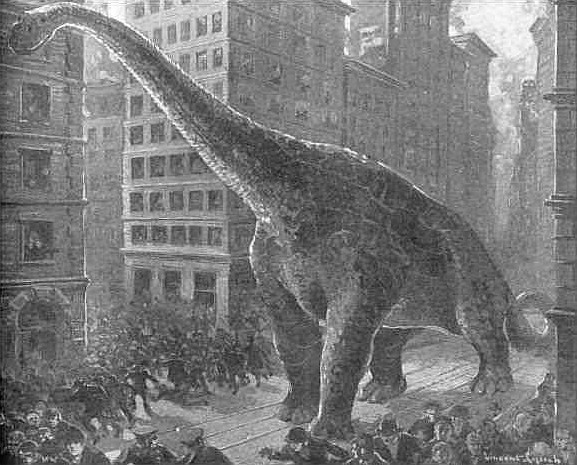
Zo stelde Vincent Lynch zich in 1914 Pelorosaurus voor

Oudere beschrijvingen van Pelorosaurus zijn gebaseerd op een combinatie van ongelijksoortig materiaal waartussen geen verband kan worden aangetoond. Als Pelorosaurus conybearei een geldige soort zou worden, kan van de tegenwoordig bekende fossielen alleen het rechteropperarmbeen aan zo'n soort worden toegewezen. Het opperarmbeen is groot en lang, zoals bij een lid van de Brachiosauridae. De deltopectorale kam is echter afwijkend lager. Een uitzonderlijk kenmerk is de zeer ondiepe fossa anconealis, een groeve aan de achterste onderkant. De maximale lengte is 137 centimeter, ongeveer twee derden van de lengte van het opperarmbeen bij Brachiosaurus brancai. Hieruit kan een lichaamslengte van vijftien meter worden afgeleid indien de proporties inderdaad die van een brachiosauride waren. Het gewicht is in 2010 door Michael Taylor geschat op zo'n acht ton. Tegenwoordig zijn veel grotere sauropoden bekend, maar Mantell vond het dijbeen door zijn omvang stupendous, 'verbluffend'.
Het dier was in ieder geval een viervoeter die op rechte poten op het land liep. Tegenwoordig lijkt dat een vanzelfsprekende eigenschap voor een sauropode, maar in 1850 bestond het begrip Sauropoda niet eens en werd algemeen aangenomen dat Cetiosaurus, immers gevonden in mariene afzettingen, een zeedier was, een soort reusachtige zeekrokodil met de afmetingen van een walvis. Mantell zag aan het opperarmbeen, duidelijk gevormd om in een verticale positie de romp te dragen, dat Pelorosaurus op het land liep. Een aanwijzing daarvoor zag hij ook in het hol zijn van het bot wat hij, vermoedelijk ten onrechte, interpreteerde als een medulla, een ruimte voor beenmerg. Dit was een hoofdmotief voor hem om een apart geslacht te benoemen en hij werd zo de eerste die een sauropode als landdier aanmerkte. Kort daarna begreep hij door een studie van de sacrale wervels van een specimen van Cetiosaurus dat ook dit dier een landbewoner was.

## Fylogenie
Mantell was de eerste die een verband legde tussen deze nieuwe groep dieren en de dinosauriërs. Al in 1852 plaatste Friedrich August Quenstedt ze formeel in de Dinosauria. Niet geheel verwonderlijk was Owen het hier eerst niet mee eens: nog in 1859 bleef hij erbij dat ook Pelorosaurus tot de Crocodilia behoorde. Sauvage gaf in 1882 voor het eerst een plaatsing in de Sauropoda. Lastiger was het te bepalen om welke sauropode onderverdeling het ging. De Atlantosauridae, Cardiodontidae, Cetiosauridae en Morosauridae werden geopperd totdat von Huene in 1927 een verband legde met Brachiosaurus binnen de Brachiosaurinae. De ruimere Brachiosauridae bleef daarna een gebruikelijke indeling, maar de laatste jaren is men voorzichtiger en beperkt men zich tot een nog algemener Titanosauriformes, waartoe alle relevante specimina vermoedelijk behoren, zodat het op dit punt niet uitmaakt wat nu precies het typespecimen van Pelorosaurus is.